# King Ranch
King Ranch est le plus grand ranch des États-Unis. Avec une superficie d'environ 3 340 km2, il est plus grand que la superficie du Rhode Island et du Luxembourg,. Il s'agit principalement d'un élevage de bétail, mais il a également produit des pur-sang exceptionnels, tels les membres du Hall of Fame Assault, vainqueur de la Triple Couronne, et Stymie. 
Le ranch est situé dans le sud du Texas, entre Corpus Christi et Brownsville, à côté de Kingsville. Il a été fondé en 1853 par le capitaine Richard King et Gideon K. Lewis. Il comprend des parties dans six comtés du Texas : la majeure partie de Kleberg et une grande partie de Kenedy, avec des portions s'étendant dans les comtés de Brooks, Jim Wells, Nueces et Willacy.
Le ranch ne consiste pas en une seule parcelle de terrain contiguë, mais plutôt en quatre grandes sections appelées divisions. Les divisions sont la Santa Gertrudis, la Laureles, la Encino et la Norias. Seules les deux premières des quatre divisions se bordent, et cette frontière est relativement courte. Le ranch a été désigné monument historique national en 1961. Le Texas Cowboy Hall of Fame a intronisé le ranch en 2019. King Ranch a été l'un des tout premiers ranchs à être ajouté au registre national des lieux historiques le 15 octobre 1966, en raison de la loi sur la préservation historique nationale de 1966 qui a été signée le même jour.

## Histoire
Richard King (1824-1885) était un pilote fluvial, né à New York d'immigrants irlandais. Il a été engagé chez un bijoutier à l'âge de 11 ans, mais a ensuite pris la mer pour finalement obtenir une qualification de pilote. En 1843, King rencontra pour la première fois son futur partenaire commercial au King Ranch, Mifflin Kenedy (1818-1895), capitaine du bateau à vapeur Champion. Tous deux ont servi sous les ordres du général Zachary Taylor (plus tard le 12e président des États-Unis) exploitant des bateaux à vapeur depuis le port de Brazos Santiago au Texas, aux États-Unis, jusqu'à Matamoros au Mexique, et en amont du fleuve jusqu'à Camargo, Tamaulipas, pour soutenir l'invasion américaine de Monterrey et de Saltillo. Après la guerre américano-mexicaine, King gagna bien sa vie en transportant des marchandises sur le Rio Grande, jusqu'à Camargo et Rio Grande City. Entre-temps, Kenedy était en mesure de gagner de l'argent en transportant des marchandises par voie terrestre jusqu'au Mexique. Le 1er mars 1850, King, Kenedy, Charles Stillman, fondateur de Brownsville, et James O'Donnell ont conclu un partenariat commercial (M. Kenedy & Co.) pour transporter les marchandises de Stillman depuis le port de Brazos Santiago, dans le golfe du Mexique. L'entreprise avait besoin de deux types de bateaux à vapeur : le Grampus et le Comanche. Pendant la guerre civile américaine, la flotte de bateaux à vapeur a été rebaptisée sous le nom de Matamoros. Le Mexique étant un pays neutre, les bateaux à vapeur ne pouvaient pas être arrêtés par l'Union et se livraient à un commerce animé de transport de coton texan vers de nombreux navires en eaux profondes ancrés au large de Matamoros, du côté mexicain du Rio Grande. Stillman a vendu sa part de l'entreprise après la guerre civile. La nouvelle entreprise a fonctionné sous le nom de King, Kenedy & Co. jusqu'en 1874.
King a vu pour la première fois les terres qui feraient partie du King Ranch en avril 1852 alors qu'il voyageait vers le nord depuis Brownsville pour assister à la Lone Star Fair à Corpus Christi, un voyage de quatre jours à cheval. Après une course épuisante de 200km (124mi), King aperçut le ruisseau Santa Gertrudis. C'était le premier ruisseau qu'il voyait dans le désert des Chevaux Sauvages. Le terrain, qui était ombragé par de grands arbres mesquites, l'a tellement impressionné que lorsqu'il est arrivé à la foire, lui et un ami, le capitaine des Texas Rangers Gideon K. "Legs" Lewis, ont convenu sur-le-champ d'en faire un ranch.
King et Lewis ont établi un camp de vaches sur le ruisseau Santa Gertrudis. Pendant ce temps, Richard King acheta la concession Rincón de Santa Gertrudis de 63km² (15 500 acres) qui englobait l'actuelle Kingsville, Texas. Il fut acheté aux héritiers de Juan Mendiola de Camargo le 25 juillet 1853 pour 300 $. King vendit à Lewis un demi-intérêt indivis dans le terrain pour 2 000 $. Au même moment, Lewis vendit à King la moitié des parts indivis de Manuel Barrera et de Juan Villareal pour la même somme, le 14 novembre 1853. En 1854, King et Lewis achetèrent la concession de la Garza Santa Gertrudis à Praxides Uribe de Matamoros pour 1 800 $, à la condition d'un titre parfait (documentation complète de la concession de terre) le 20 mai 1854, de 210km² (53 000acres). Au fil des années, de plus en plus de terres ont été ajoutées, atteignant 4 900km² (1,2 million d'acres) dans sa plus grande étendue, jusqu'à atteindre sa taille actuelle.
En 1855, Lewis fut tué par le mari d'une femme avec qui il avait eu une liaison. Le 1er juillet 1856, une vente judiciaire de la propriété de Lewis (y compris la moitié indivis des terres du ranch) eut lieu. King avait fait en sorte que le major WW Chapman (décédé en 1859) fasse une offre sur la propriété Rincón, que Chapman a acquise pour 1 575 $. Chapman avait été l'intendant du fort Brown à Brownsville et réglementait les contrats de bateaux à vapeur pour approvisionner le fort Ringgold, en amont du fleuve dans la ville de Rio Grande. Les héritiers de Chapman ont publié les lettres de sa femme dans le livre de 1992 The News From Brownsville.
King propose au capitaine James Walworth d'acquérir la totalité de la concession de la Garza. Walworth conclut l'affaire le 26 décembre 1856, pour 5 000 $ versés à Praxides Uribe. King conservait ainsi le contrôle opérationnel du ranch, avec Walworth comme partenaire silencieux qui détenait le titre de propriété sur la terre et qui payait les impôts sur celle-ci.
La marque de bétail King et Walworth a été enregistrée le 27 juin 1859, avec ses marques antérieures.
Lorsque King et ses partenaires ont commencé à embaucher du personnel pour le ranch, ils ont embauché un certain nombre de travailleurs mexicains. Dans un cas notable, King s'est rendu au village de Cruillas, Tamaulipas, Mexique dans les premiers mois de 1854 (le village ayant été décimé par une grave sécheresse) et a acheté tout le cheptel bovin du village. Mais peu de temps après avoir quitté le village, King s'est rendu compte qu'en résolvant le problème à court terme du village en fournissant les revenus nécessaires pour survivre à la sécheresse, il en créait un à plus long terme, en supprimant sa source de revenus futurs. King retourna donc à Cruillas et offrit aux villageois la possibilité de travailler pour lui, en échange de nourriture, d'un abri et d'un revenu. De nombreux villageois ont accepté l'offre de King et ont déménagé au Texas. Au fur et à mesure que le ranch se développait, ces ouvriers furent appelés kineños, ou "hommes du roi". Les archives montrent qu'une vache mexicaine coûtait 6 $ en 1854, un cheval mustang coûtait 6 $ et un étalon coûtait 200 à 300 $. En somme, en 1854, King paya 12 275,79 $.
En 1859, le ranch enregistre ses premières marques officielles (HK et LK). En 1869, le ranch a enregistré sa marque « Running W », qui reste aujourd'hui la marque officielle du King Ranch. À l’époque, le ranch faisait paître du bétail, des chevaux, des moutons et des chèvres. Au milieu des années 1870, cependant, la race phare du ranch était devenu le robuste Texas Longhorn. Le ranch possédait également plusieurs taureaux Brahman, ainsi que des Shorthorns et des Herefords.

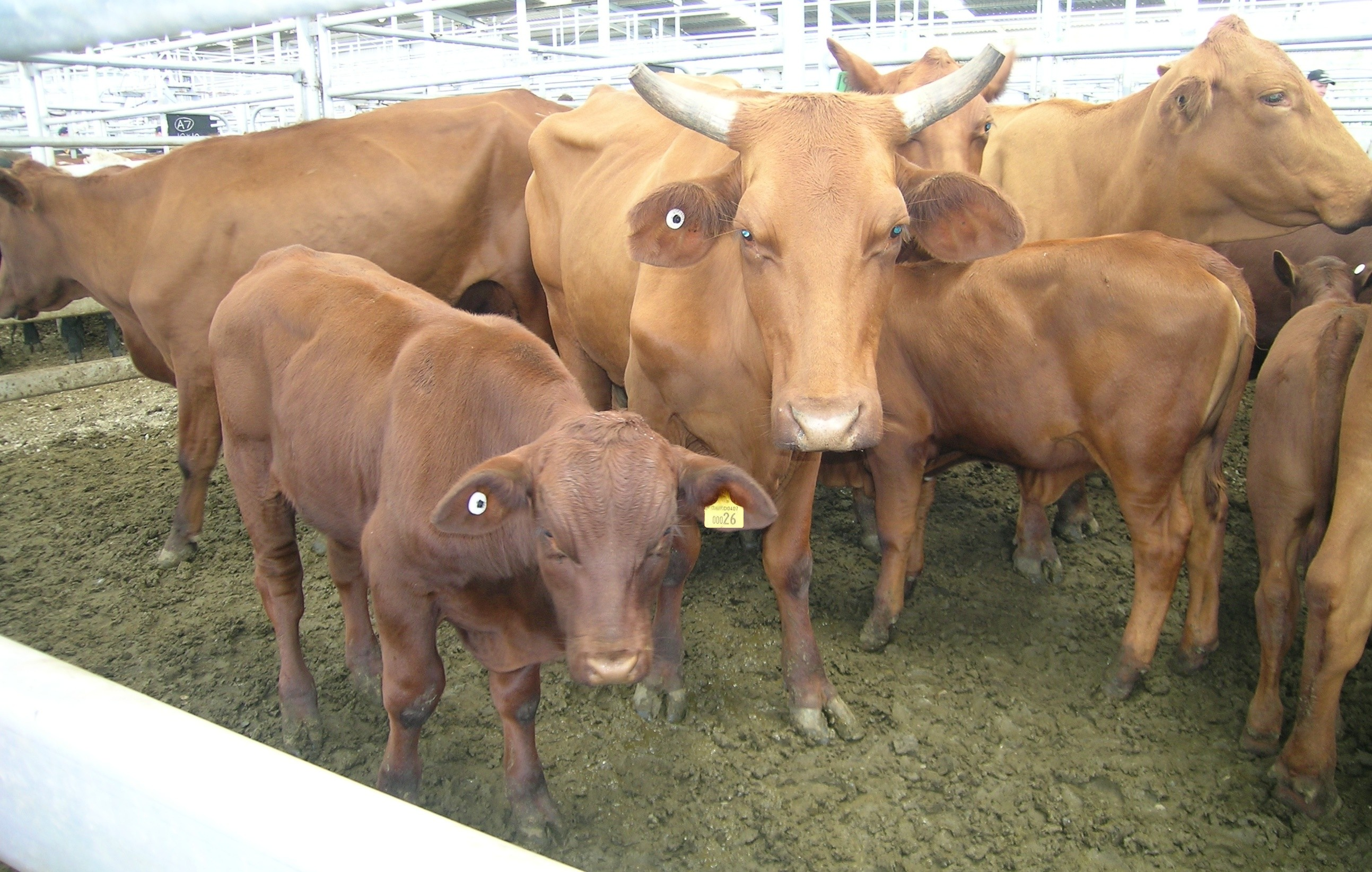
Vaches et veaux de Santa Gertrudis

Les Brahmanes, originaires d'Asie du Sud, étaient bien adaptés pour prospérer dans le climat chaud du sud du Texas ; ils ont été croisés avec les Shorthorns du ranch pour produire le cheptel du ranch - le bétail Santa Gertrudis, qui a été reconnu comme race en 1940.
Au cours de la guerre civile aux États-Unis, l'interruption de l'acheminement du bétail vers les marchés a d'abord provoqué une chute des prix de la viande de bœuf. En 1861, le prix du bétail tomba à 2 dollars par tête, pour atteindre 11 dollars par tête en août 1862.
L'hiver 1863-1864 a poussé un nombre incalculable de bovins vers le sud, en direction de la rivière Nueces et du Rio Grande. À la fin de la guerre civile, les Texas Rangers furent dissous pour la reconstruction des États-Unis qui suivit.
Même en cette période de pertes, en 1869, King réussit à rassembler 48 664 têtes de bétail sur un total estimé à 84 000. En tenant compte des 10 000 têtes restantes, King revendiquait une perte de 33 827 têtes de 1869 à 1872.
Pour faire face aux pillages, les éleveurs ont formé la Stock Raisers Association of Western Texas en 1870 ; Mifflin Kenedy a dirigé la première réunion.
En 1874, les Texas Rangers furent rétablis et contribuèrent au contrôle des pillages.
En 1870, 300 000 têtes de bétail transitaient de l’Ouest vers les chemins de fer du Kansas, puis vers les parcs à bestiaux de Chicago. Dans un ranch du Texas, un bœuf d'une valeur de 11 dollars rapporterait 20 dollars à un acheteur d'Abilene. L'acheteur pourrait à son tour demander 31,50 $ à l'Union Stock Yards. King pouvait conduire son bétail pendant cent jours jusqu'aux gares ferroviaires du Kansas.
Cependant, en 1871, 700 000 têtes de bétail provoquèrent une surabondance du marché, que King évita grâce à des négociations personnelles à Abilene.
King a réussi à éviter la panique du Black Friday du 19 septembre 1873 en vendant tôt. Au cours de l'année maigre qui suivit, King continua de clôturer ses terres et de gérer son bétail, ses chevaux et ses moutons.
Une technique utilisée par King pour gérer les coûts consistait à faire de ses chefs de sentiers les propriétaires du troupeau. Les patrons signaient une note pour le bétail, qu'ils commenceraient à conduire au marché en février de chaque année, pour une période de 100 jours. Lors de la vente du troupeau aux acheteurs du Nord, les patrons de la piste pouvaient se libérer de leur dette et réaliser un bénéfice supérieur à leur salaire ordinaire.
À la mort d'Henrietta King en 1925, le ranch totalisait 4 850km² (1,2 million d'acres) répartis entre ses héritiers. La seule enfant survivante d'Henrietta King, Alice Gertrudis Kleberg, et son mari Robert J. Kleberg Jr. ont hérité de plus de 3 200km² (800 000 acres) qui ont été constituées sous le nom de King Ranch en 1934. Dans le relevé du Statement of Gross Estate, Mme HM King indiquait un total net de 5,4 millions de dollars, en tant que propriétaire de 997 444,56 acres (4 036,5 km²), qui n'incluait pas le siège de Santa Gertrudis, ni les parcelles Stillman et Lasater de Kleberg, qui n'appartenaient pas au domaine. Son gendre, Bob Kleberg, a déclaré : « Une évaluation de quatre à cinq dollars l'acre (1 236 $/km²) sur un million d'acres (4 000 km²) de terres agricoles brutes était à peu près correct, mais il a fallu beaucoup de temps au gouvernement pour l'admettre. En 1929, les taxes (859 000 dollars) avaient été payées par tranches, mais les administrateurs ont dû emprunter de l'argent, si bien qu'au moment du krach boursier de 1929, la succession d'Henrietta King était endettée à hauteur de 3 000 000 de dollars.
Robert Justus Kleberg Jr. et Alice Gertrudis King ont eu cinq enfants, dont un fils nommé Robert J. Kleberg, III. En 1933, Robert J. Kleberg, III a loué les droits d'exploration et de forage du ranch à Humble Oil de Houston, Texas, pour 127 824 $, en échange de la redevance habituelle de 1/8ème du prix de vente de tout le pétrole et le gaz produits à partir de la propriété. Humble Oil a prêté suffisamment d'argent pour payer les dettes de la succession de HM King, garanties par une première hypothèque sur le terrain. Humble a frappé le pétrole et le gaz en 1939. Pendant tout cela, le Ranch était une entreprise en activité, avec un bénéfice net de 227 382 $, dès 1926. Robert Kleberg III était marié à Helen Campbell et ensemble ils eurent une fille qu'ils appelèrent Helen.
Lauro Cavazos, qui a été le premier officier hispanique du Cabinet des États-Unis, est né au King Ranch alors que son père était contremaître de ranch en janvier 1927.
Le 18 novembre 1936, Luther Blanton et son fils John ont pénétré sans autorisation dans le ranch en rampant à travers la clôture qui l'entourait. Ils avaient l'intention de chasser les canards et les habitants des environs ont rapporté avoir entendu des coups de feu. Cependant, ni Blanton ni son fils n’ont jamais été revus. Une enquête policière ultérieure n'a abouti à aucune arrestation. Bien que la plupart des habitants soupçonnent qu'ils ont été assassinés par des gardes du ranch pour intrusion, cela reste un mystère non résolu depuis longtemps.
En février 1961, National Geographic rapportait que le ranch couvrait 3 965km² (980 000 acres).

## Dans la culture populaire
Le roman Le Géant des ranchs du Texas d'Edna Ferber a été adapté en film du même nom. De nombreux événements du King Ranch, comme la découverte de pétrole sur la propriété, sont également présents dans le film.
Forever Texas, le roman western historique de 2022 des auteurs à succès William W. Johnstone et JA Johnstone, est basé sur l'histoire vraie de la fondation de King Ranch.
Dans le roman Centennial de James Michener, on disait que le ranch Venneford était calqué sur le ranch King.[réf. nécessaire]
Le roman de fiction historique Lords of the Land de Matt Braun est basé sur le King Ranch et son fondateur, bien que les noms et certaines circonstances aient été modifiés.[réf. nécessaire]
Le point de vue d'un cow-boy sur la filiale australienne de King Ranch, la station d'élevage Brunette Downs, est capturé dans l'autobiographie de 2012 de Nick Campbell-Jones Don't Die Wondering. Campbell-Jones était un jackaroo (cowboy australien) qui a débuté chez Brunette Downs en 1963 et a gravi les échelons jusqu'à devenir directeur adjoint avant de partir en 1975.

## Voir également
- Anna Creek Station
- Ranch